# Йоган Генрих Бауман
Йоган Генрих Бауман (латис. Johans Heinrihs Baumanis; 9 лютого 1753 — 29 липня 1832) — балтійський німецький художник, який переважно жив і працював на території сучасної Латвії.

## Раннє життя та освіта
Йоган Генрих Бауман народився в Єлгаві (нім. Mitau) у німецькомовній родині. Був сином пастора і генерального суперінтенданта Мітау Йоахіма Баумана.

## Університет
Бауман вступив до Ерфуртського університету, щоб вивчати теологію (1773–1776).
Проте в Ерфурті він зайнявся живописом під впливом Якоба Семюеля Бека (1715–1778), видатного місцевого художника, який спеціалізувався на портретах тварин у панівному на той час стилі бароко. Після навчання Бауман повернувся на свою балтійську батьківщину, Курляндію, але відтепер продовжив кар'єру художника, а не священика.

## Подорожі
Будучи завзятим мисливцем, Бауман в мисливських походах об'їздив нинішню Литву, Росію та Білорусь. Також писав анекдотичні, химерні оповідання про свої мисливські пригоди, за які його прозвали «курляндським Мюнхгаузеном».
Його інтерес до природи також повністю домінував у його мистецтві, яке є незвичайним поєднанням майстерності та професіоналізму, змішаного з наївністю та неохайністю. Майже всі його відомі картини зображують тварин, сцени полювання або споріднені сюжети.
Стиль Баумана, мабуть, найкраще охарактеризувати як провінційну форму бароко, певною мірою натхненну подібними мотивами золотої доби голландського живопису, виконаного в дуже особливий спосіб. Хоча Бауман так і не став визнаним великим художником в імператорській Росії, він все ж був визнаний спеціальною згадкою Імператорської академії мистецтв у 1786 році. Вважається, що Бауман написав понад 1700 картин, однак сьогодні йому з упевненістю приписують лише 43 картини, що збереглися.

## Драматургія
Бауман також був одним із перших авторів у сучасній Латвії, хто написав п'єси для сцени латиською мовою.